# Al-Mahwit
Al-Maḥwīt (arabo: المحويت) è una città dello Yemen, capoluogo dell'omonimo governatorato. La città si trova a circa 2.000 metri di altezza.